# Fodboldlandshold
Et fodboldlandshold er et landshold i fodbold. Fodboldlandshold stilles af de nationale fodboldforbund og deltager typisk i VM i fodbold og kontinentale mesterskaber.[kilde mangler]